# عادل العواد
عادل العواد (بالإنجليزية: Adel Al-Awad)‏؛ مواليد 11 مارس 1997 في الكويت، السعودية، هو لاعب كرة قدم سعودي لعب سابقاً لنادي هجر.